# Тет, Пётр Эдуардович
Пётр Эдуа́рдович Тет (1809 — 1881) — английский механик, работал по контракту в Российской империи. Главный механик Уральских горных заводов в 1836—1852 годах.

## Биография
Родился в 1809 году в Великобритании. В 1828—1835 годах по приглашению В. А. Всеволожского служил механиком Пожевского завода. В 1829 году построил в Пожве действующую модель паровоза, в 1830 году — вторую модель, которая была больше первой. В разработке проектов паровых машин принимали участие местные мастера П. К. Казанцев и С. П. Истомин. В январе 1839 года Э. Э. Тет, сменивший брата в должности главного механика Пожевского завода, на основе его моделей построил паровоз «Пермяк», ставший третьим по счёту созданным в Российской империи (после паровозов Черепановых) и первым для широкой колеи.
В 1836 году П. Э. Тет переехал в Екатеринбург, где был назначен главным механиком Уральских горных заводов. В 1837—1838 годах по инициативе Тета, поддержанной Главным начальником Уральских горных заводов В. А. Глинкой, при Монетном дворе была создана Екатеринбургская казённая механическая фабрика, где Тет занял должность главного механика. Он обосновывал необходимость строительства фабрики в Екатеринбурге некачественным изготовлением деталей механизмов на заводах по его чертежам и невозможностью следить за всеми, обеспечивая производство на местах. В мастерских фабрики Тет создавал станки и агрегаты по своим собственным проектам. К 1841 году на фабрике было построено 7 паровых машин и несколько других механизмов. В 1844 году по проекту Тета впервые на Урале были изготовлены большие рудобойные металлические колёса диаметром 16 футов, в 1850-х годах — 20 локомобилей для золотых промыслов.
9 мая 1842 года П. Э. Тет был направлен в командировку в Англию, Германию и Бельгию для изучения опыта работы механического оборудования горных заводов. В 1846 и 1851 годах вновь ездил в Англию для изучения пароходостроения и сопровождения закупа оборудования для строящегося Нижнетуринского завода.
В 1843 году Тет выкупил на публичном аукционе полуразрушенную золотопромывальную фабрику на речке Мельковке в 1,5 км от плотины заводского пруда. В 1844 году в купленном здании Тет открыл частную Мельковскую механическую фабрику, где организовал производство паровых машин, гидротурбин и станков в основном для пароходов, золотых приисков и горных заводов Урала. Сразу после основания фабрики Тет сдал её в аренду своим родственникам П. В. Гаксу и Г. И. Гуллету. В 1847 году совместно с Гаксом он построил для Пермского пароходного общества пароход «Два брата». К 1857 году в цехах Екатеринбургской и Мельковской фабрик Тет выпустил суммарно 26 паровых машин.
В 1853 году Тет расторг контракт с Уральским горным правлением и вернулся в Англию, оставшись арендатором Мельковской фабрики. Периодически возвращался по делам фабрики в Россию в 1861, 1868 и 1869 годах. В начале 1870-х годов он выкупил в собственность Мельковскую фабрику, продав её позднее Томасу Ятесу.
Скончался в 1881 году в Великобритании.
П. Э. Тета называют выдающимся механиком, прослужившим 24 года в России и внёсшим существенный вклад в развитие машиностроения на Урале.